# Politechnika Poznańska
Politechnika Poznańska – państwowa uczelnia o profilu technicznym w Poznaniu.
Największy kampus uczelni znajduje się po obu stronach ulicy Piotrowo, na terenie osiedla samorządowego Rataje. Siedziba władz uczelni (rektorat) mieści się w zabytkowym budynku na Wildzie. Za datę powstania tej uczelni przyjmuje się rok 1919, jakkolwiek status wyższej szkoły technicznej o charakterze politechniki nadała jej Rada Ministrów dopiero w 1955.

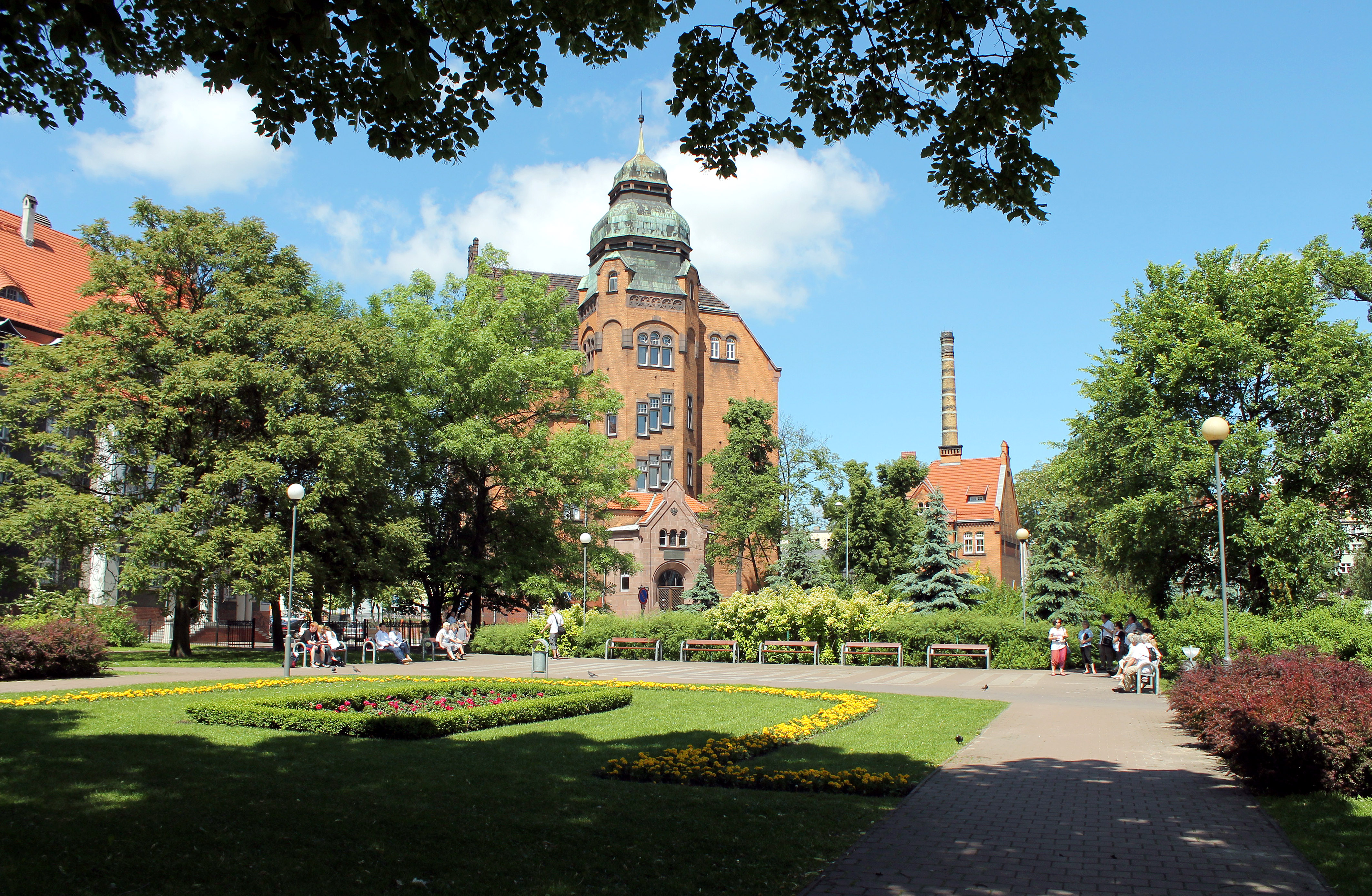
Plac Marii Skłodowskiej-Curie z budynkiem rektoratu Politechniki Poznańskiej

Uczelnia jest notowana w pierwszej 5 najlepszych politechnik w Polsce. W 2020 roku ranking Perspektyw sklasyfikował uczelnię jako najlepszą w Polsce dla kierunku Logistyka, drugą dla kierunku Automatyka i robotyka oraz trzecią dla dyscyplin: Informatyka, Inżynieria Chemiczna i Inżynieria Produkcji. Wszystkie dyscypliny realizowane na Politechnice znajdują się w pierwszej dziesiątce w Polsce. Uczelnia została także sklasyfikowana na 1. miejscu w Polsce oraz 314. na świecie dla dyscyplin informatyka i elektronika.
W 1995 Politechnika Poznańska jako pierwsza polska uczelnia techniczna została członkiem stowarzyszenia CESAER (Conference of European Schools for Advanced Engineering) – organizacji skupiającej najlepsze uczelnie techniczne w Europie. Uczelnia również jest członkiem programu Socrates-Erasmus, który promuje europejski wymiar studiów wyższych przez wymianę studentów między uczelniami w całej Europie. W 2020 roku uczelnia została także liderem Uniwersytetu Europejskiego EUNICE, jako jedyna uczelnia z Polski, jest liderem tego typu projektu.
Studenci PP kilkakrotnie zwyciężali w światowych konkursach projektowania systemów komputerowych CSIDC organizowanym przez IEEE Computer Society oraz Imagine Cup organizowanym przez firmę Microsoft. Cztery różne zespoły prowadzone w latach 2001–2004 przez dra inż. Jana Kniata uzyskiwały w kolejnych latach miejsca: 3., 1., 2. i 1. W roku 2004 grupa absolwentów kierunku Informatyka działająca jako niezależny zespół LSD-PL zdobyła uznanie producenta systemu operacyjnego Windows wykrywając w jego kodzie niezwykle poważny błąd i współpracując z firmą Microsoft nad przygotowaniem odpowiednich poprawek, które go usuwały. W ocenie wielu specjalistów i samego Microsoftu była to jedna z największych luk wewnętrznych mechanizmów systemu Windows, jaką odkryto w kodzie tego systemu operacyjnego.

## Historia

### Państwowa Wyższa Szkoła Budowy Maszyn
W 1919, z inicjatywy Naczelnej Rady Ludowej podczas powstania wielkopolskiego, zostaje powołana i rozpoczyna swoją działalność jednowydziałowa Państwowa Wyższa Szkoła Budowy Maszyn. W 1929 zostaje utworzony Wydział Elektryczny i dotychczasowa nazwa uczelni zostaje rozszerzona do postaci Państwowa Wyższa Szkoła Budowy Maszyn i Elektrotechniki. W takim kształcie Szkoła działa do wybuchu II wojny światowej, która przekreśliła nadzieje na przekształcenie w uczelnię techniczną o statusie politechniki, które planowano na 1940.
W roku 1921 w „Wiadomościach Technicznych” ukazał się „Memoriał w sprawie założenia politechniki w Poznaniu” zawierający uzasadnienie powołania takiej uczelni, propozycje realizacji planu dotyczące potrzebnego gruntu, gmachu, kosztów jego budowy, urządzeń i funkcjonowania uczelni.
Działająca od roku 1919 Państwowa Wyższa Szkoła Budowy Maszyn (w roku 1922 nazwa Szkoły została zmieniona na Państwową Szkołę Budowy Maszyn). Dopiero jesienią 1929 roku nadano jej nowy statut i przemianowano na Państwową Wyższą Szkołę Budowy Maszyn i Elektrotechniki. W takim kształcie Szkoła działała do wybuchu II wojny światowej, a jej mury opuściło 716 absolwentów.
W roku 1937 ministerstwo formalnie wyraziło zgodę na powstanie w Poznaniu politechniki, ale II Wojna Światowa faktycznie przekreśliła te plany. Po jej zakończeniu działalność Szkoły reaktywowano już w roku 1945 przekształcają ją w Szkołę Inżynierską. Równocześnie kontynuowano jednak starania o ustanowienie w Poznaniu pełnoprawnej akademickiej uczelni technicznej. W tym celu zawiązał się Komitet Organizacyjny Politechniki Poznańskiej, sformułowano odpowiedni memoriał i opracowano plan działania. Niestety, niedostatek samodzielnej kadry naukowo-dydaktycznej, stan pomieszczeń i brak zaplecza laboratoryjnego pozwoliły jedynie na powołanie Szkoły Inżynierskiej - wyższej szkoły zawodowej, uczelni nieakademickiej z wydziałami: Budowy Maszyn, Elektrycznym, Budownictwa. W takim kształcie działalność szkoły prowadzono do połowy lat 50. XX wieku.

### Okres powojenny
Po zakończeniu drugiej wojny światowej, we wrześniu 1945 uczelnia uzyskała nazwę Państwowej Szkoły Inżynierskiej. 17 lutego 1945 utworzył się samorzutnie Komitet Organizacyjny Politechniki Poznańskiej w składzie: Lucjan Ballenstaedt, Roman Kozak, Piotr Zaremba i Ignacy Kaczmarek. Inauguracja roku akademickiego nastąpiła 30 września 1945, po nabożeństwie w kościele Maryi Królowej na Rynku Wildeckim. Studentów witał rektor Bolesław Orgelbrand, a inauguracyjny wykład na temat broni jądrowej wygłosił doc. Alojzy Kotecki. Z braku czasu dokonano tylko symbolicznej immatrykulacji tylko jednego studenta. Uczelnia zaczęła działać przy niedokończonym remoncie budynków i dotkliwych brakach meblowych.
W 1953 r. na nowym terenie przy ul. Piotrowo powstał budynek Wydziału Budownictwa. We wrześniu 1953 r. powołano Wydział Mechanizacji Rolnictwa. Na uczelni panował bardzo dobry klimat, powszechnie doceniano możliwość kształcenia się w języku polskim, a studenci z dumą nosili swoje bordowe czapki z niebieskim otokiem.
Do 1955 działała jako trzyletnia wyższa szkoła typu półakademickiego. Jej pierwszym (i jedynym) rektorem był prof. Bolesław Orgelbrand. W 1955 roku Szkołę Inżynierską przemianowano na Politechnikę Poznańską. Przygotowano nową strukturę organizacyjną, zgodnie z którą Politechnika przejęła cztery wydziały z istniejących już w Szkole Inżynierskiej oraz wszystkie jednostki międzywydziałowe. Zasadniczą zmianą w strukturze było wprowadzenie w roku 1970 systemu instytutowego: w miejsce dawnych katedr przy każdym wydziale utworzono dwa lub trzy instytuty. W 1968 r. powstał Wydział Chemiczny (obecnie Technologii Chemicznej), w roku 1997 Wydział Fizyki Technicznej, w roku 1999 Wydział Architektury, w roku 2001 Wydział Informatyki i Zarządzania, a w roku 2006 Wydział Elektroniki i Telekomunikacji. W 2010 zreorganizowano Wydział Informatyki i Zarządzania, powstały wówczas dwa wydziały: Wydział Informatyki oraz Wydział Inżynierii Zarządzania.
Do końca 2019 r. Politechnika Poznańska była dziesięciowydziałową szkołą wyższą. Od dnia 1 stycznia 2020 r. na Politechnice Poznańskiej funkcjonuje 9 wydziałów prowadzących 37 kierunków. Na Uczelni pracuje ponad tysiącosobowa kadra nauczycieli akademickich.

## Wydziały i kierunki kształcenia
- Wydział Architektury
  - Architektura
  - Architektura Wnętrz
- Wydział Automatyki, Robotyki i Elektrotechniki
  - Automatyka i Robotyka
  - Elektromobilność
  - Elektrotechnika
  - Matematyka w technice
- Wydział Informatyki i Telekomunikacji
  - Informatyka
  - Bioinformatyka
  - Sztuczna inteligencja
  - Elektronika i Telekomunikacja
  - Teleinformatyka
- Wydział Inżynierii Lądowej i Transportu
  - Budownictwo
  - Budownictwo zrównoważone
  - Mechanika i budowa pojazdów
  - Lotnictwo i kosmonautyka
  - Transport
- Wydział Inżynierii Materiałowej i Fizyki Technicznej
  - Edukacja techniczno-informatyczna
  - Fizyka techniczna
  - Inżynieria materiałowa
- Wydział Inżynierii Mechanicznej
  - Inżynieria biomedyczna
  - Mechanika i budowa maszyn
  - Mechatronika
  - Zarządzanie i inżynieria produkcji
  - Product Lifecycle Engineering
- Wydział Inżynierii Środowiska i Energetyki
  - Inżynieria środowiska
  - Elektroenergetyka
  - Energetyka
  - Energetyka przemysłowa i odnawialna
  - Inżynieria lotnicza
- Wydział Inżynierii Zarządzania
  - Logistyka
  - Inżynieria zarządzania
  - Inżynieria bezpieczeństwa
- Wydział Technologii Chemicznej
  - Inżynieria chemiczna i procesowa
  - Technologia chemiczna
  - Inżynieria farmaceutyczna
  - Technologie obiegu zamkniętego

## Działalność dydaktyczna

### Organizacje (przynależność i działalność)
W 1995 Politechnika Poznańska jako pierwsza polska uczelnia techniczna została członkiem stowarzyszenia Cesaer (Conference of European Schools for Advanced Engineering) – organizacji skupiającej najlepsze uczelnie techniczne w Europie. Uczelnia również jest członkiem programu Socrates-Erasmus, który promuje europejski wymiar studiów wyższych przez wymianę studentów między uczelniami w całej Europie. Na Politechnice Poznańskiej działa kilkanaście organizacji studenckich, kilkadziesiąt studenckich kół naukowych oraz kilka znanych także szerzej poza Uczelnią klubów studenckich – m.in. Akademicki Klub Górski „Halny” i akademickich klubów sportowych (Klub Uczelniany AZS, KK Politechnika Poznańska). Chlubą Uczelni jest jedyna w Poznaniu i jedna z kilku działających w Polsce studenckich rozgłośni radiowych – Studenckie Radio Afera.

### Studenci
Liczba studentów uczelni rosła stopniowo osiągając w połowie lat 90. XX wieku średnio około 15-16 tys. Gwałtowny wzrost liczby studentów zaznaczył się od lat 1996-1997, szybko osiągając w latach 2004–2006 poziom średnio około 20 tysięcy rocznie. Od 2006 liczba studentów już nie rosła, ponieważ uczelnia wyczerpała swoje możliwości rozszerzania prowadzonej działalności dydaktycznej. W latach 2010–2011 nastąpiła stabilizacja liczby studentów Politechniki Poznańskiej w przedziale 19,5–21 tys. uznanym przez Uczelnię za optymalny dla dalszego podnoszenia jakości i poziomu kształcenia oraz badań naukowych. Dalszy wzrost liczby studentów będzie możliwy dopiero po zrealizowaniu planów rozbudowy sięgających w kilku fazach do roku 2020/2025.
W latach 2008–2012 Politechnika Poznańska realizowała projekt Era inżyniera. Rozbudowa potencjału rozwojowego Politechniki Poznańskiej, na który otrzymała dofinansowanie z Europejskiego Funduszu Społecznego w ramach Programu Operacyjnego Kapitał Ludzki. Działanie 4.1 (32 mln zł). Pozwoliło to na uruchomienie kształcenia studentów w nowych specjalnościach:
- silniki lotnicze
- transport lotniczy
- energetyka jądrowa.

### Uprawnienia
Uczelnia posiada 19 uprawnień do nadawania stopnia naukowego doktora w 16 dyscyplinach oraz 12 uprawnień do nadawania stopnia naukowego doktora habilitowanego w 10 dyscyplinach. Tym samym uczelnia spełniła wymogi formalne konieczne do zmiany nazwy na Uniwersytet Techniczny w myśl Prawa o szkolnictwie wyższym z 2005. Wolą społeczności Uczelni jest jednak zachowanie dotychczasowej nazwy Politechnika Poznańska jakkolwiek nazwa w języku angielskim Poznan University of Technology została oficjalnie przyjęta już kilka lat temu. W 2019 roku w związku z reforma szkolnictwa wyższego powstała Szkoła Doktorska Politechniki Poznańskiej.

### Pozycja wśród uczelni
Od wielu lat uczelnia lokuje się w ścisłej czołówce wyższych technicznych szkół w Polsce, jak i Europie.
Uczelnia została także liderem Uniwersytetu Europejskiego EUNICE wraz z:
- Brandenburg University of Technology (BTU) – Niemcy
- University of Cantabria (UC) – Hiszpania
- University of Catania (UNICT) – Włochy
- University of Mons (UMONS) – Belgia
- Université Polytechnique Hauts-de-France (UPHF) – Francja
- University of Vaasa (UVA) – Finlandia

Politechnika Poznańska, jako jedyna uczelnia z Polski, jest liderem tego typu projektu.
Uczelnia jest także notowana w rankingach najlepszych światowych uczelni. W 2017 roku PP znalazła się w tym ekskluzywnym gronie ze względu na dorobek naukowy w dwóch dyscyplinach (informatyka oraz inżynieria materiałowa), w 2018 roku w trzech dyscyplinach (inżynieria chemiczna, inżynieria mechaniczna oraz inżynieria materiałowa), a w ubiegłym roku to wyróżnienie przypadło uczelni w dwóch dyscyplinach (informatyka oraz inżynieria materiałowa).

## Obiekty uczelni

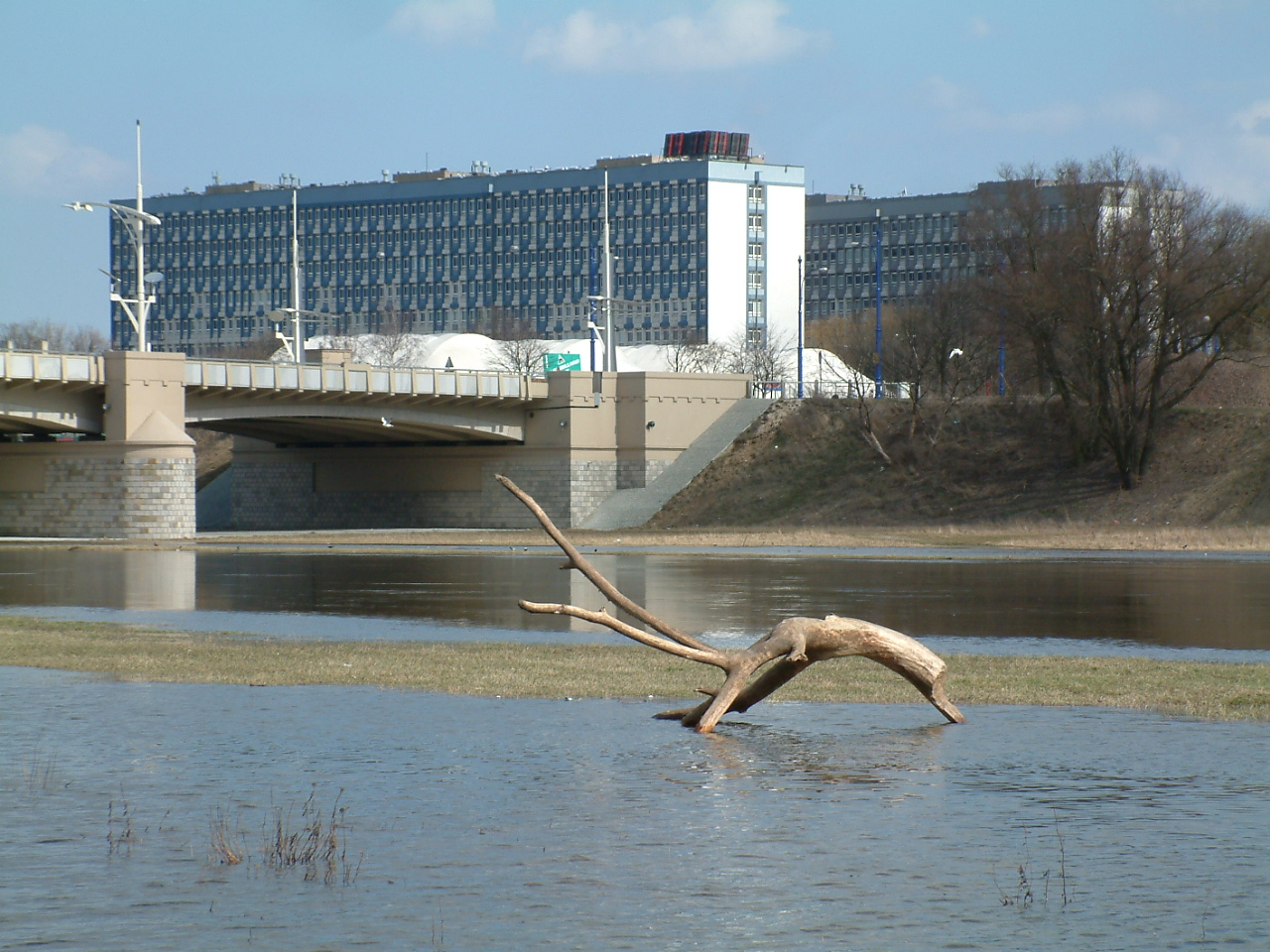
Widok na Piotrowo, Kampus Warta (Poligród) i most świętego Rocha

Zajęcia dydaktyczne odbywają się w trzech lokalizacjach w Poznaniu:
- kampus Warta (popularnie zwany Poligrodem),
- kampus Wilda,
- budynek przy ul. Polanka.

W kampusie Warta (nazwa obowiązująca od roku 2010, do roku 2009 obowiązywała nazwa Piotrowo) swoje siedziby ma większość instytutów i katedr oraz znajdują się dziekanaty siedmiu z dziesięciu wydziałów uczelni.
W roku 2010 najmłodszy wydział Uczelni – Wydział Informatyki, rozpoczął konsolidację lokalową Instytutu Informatyki w budynku Biblioteki Technicznej i Centrum Wykładowego (w semestrze zimowym roku akademickiego 2010/2011 Instytut Informatyki zakończono przeniesienie z dotychczasowych lokalizacji w budynku Wydziału Elektrycznego i w budynku przy ul. Strzeleckiej) zachowując jednak lokalizację w Centrum Wykładowo-Konferencyjnym – najstarszej części budynku Biblioteki Technicznej i Centrum Wykładowego (2004/2005).
Na poznańskiej Wildzie (w sąsiedztwie Rynku Wildeckiego) znajduje się Rektorat, Kwestura. Od semestru letniego roku akademickiego 2010/2011 (marzec 2011) kampus Wilda opuściła Biblioteka Uczelni przenosząc się w całości do nowej lokalizacji w części budynku Biblioteki Technicznej i Centrum Wykładowego oddanej do użytku w listopadzie 2010 roku. W roku 2012 (styczeń-marzec) lokalizację w kampusie Wilda opuściły także jednostki organizacyjne innych wydziałów przenosząc się do najnowszego obiektu Uczelni w kampusie Warta – do Centrum Mechatroniki Biomechaniki i nanoinżynierii (CMBiN). W pierwszej połowie 2014 roku po ukończeniu budowy i oddaniu do eksploatacji budynku Centrum Dydaktycznego Wydziału Technologii Chemicznej w tym obiekcie nastąpi konsolidacja Wydziału Technologii Chemicznej (z lokalizacji zajmowanych przez ten Wydział na terenach kampusów: Wilda i Piotrowo). Tym samym w kampusie Wilda pozostaną tylko jednostki organizacyjne Administracji Uczelni i Rektorat. W dalszej perspektywie również i one przeniosą się najprawdopodobniej do kampusu Warta.
Część Wydziału Informatyki i Telekomunikacji ma swoją siedzibę w budynku przy ul. Polanka.

## Rozwój
Od powołania przez Radę Ministrów w roku 1955 Uczelnia rozwijała się konsekwentnie dążąc do zwiększania i wzbogacania bazy naukowo-dydaktycznej oraz rozszerzając zakres kształcenia tworząc kolejne wydziały i uruchamiając nowe kierunki studiów. Po wybudowaniu w latach 1965–1975 dwóch gmachów: Wydziału Budowy Maszyn i Wydziału Elektrycznego, nastąpiła faza stagnacji inwestycyjnej. Nie wpłynęło to jednak na rozwój kadry naukowej i nie ograniczyło prowadzonej dydaktyki.
W roku 2006 Politechnika Poznańska powiększyła swój stan posiadania o budynek Wydziału Elektroniki i Telekomunikacji, który powstał poza terenem kampusu Warta przy ul. Polanka.
Po 11 latach, w roku 2010 uczelnia zakończyła budowę nowego gmachu Biblioteki Technicznej i Centrum Wykładowego (BTiCW) realizowaną w dwóch etapach: Centrum Wykładowe (CW) 1999–2004 i Biblioteka Techniczna (BT) 2006-2010. W roku 2006 część CW zostało przemianowane na Centrum Wykładowo-Konferencyjne (CWK), a w roku 2010 cały obiekt przemianowano na Bibliotekę Techniczną i Centrum Wykładowe (BTiCW).
W roku 2009 Politechnika Poznańska rozpoczęła budowę kolejnego budynku naukowo-dydaktycznego – Centrum Mechatroniki, Biomechaniki i Nanoinżynierii (CMBiN), którą ukończono w roku 2011. W roku 2011 rozpoczęła się budowa Centrum Dydaktycznego Wydziału Technologii Chemicznej (CDWTCh), której ukończenie nastąpiło w roku 2014.
Wszystkie inwestycje realizowane przez Politechnikę Poznańską mają swoją lokalizację na terenie kampusu Warta (główny kampus Politechniki Poznańskiej) w ramach miejscowego planu zagospodarowania Warta:

### Biblioteka Techniczna i Centrum Wykładowe (1999-2010)
Po kilkunastu latach zastoju inwestycyjnego uczelnia podjęła starania o nowe inwestycje rozpisując w roku 1999 konkurs architektoniczny na opracowanie koncepcji urbanistyczno-architektonicznej Centrum Wykładowego i Biblioteki Technicznej zlokalizowanego w kampusie Piotrowo (od roku 2010 kampus Warta) na prawym brzegu rzeki Warty.
Konkurs rozstrzygnięto jeszcze w roku 1999 wyborem projektu Studia Architektonicznego Fikus zakładającego budowę trzyczęściowego budynku (od północy: Centrum Wykładowe, Centrum Kultury Studenckiej, Biblioteka Główna) z trzema rozdzielającymi te części pasażami rozchodzącymi się promieniście z kolistego placu przed ich wejściami głównymi skierowanymi na charakterystyczne punkty miasta widoczne z prawego brzegu rzeki Warty i pełnią rolę tzw. osi widokowych (dzięki przeszklonym ścianom zachodniej fasady budynku) na:
- kościół Bernardynów (Pasaż Bernardyński),
- Ratusz (Pasaż Ratusz),
- Katedrę poznańską (Pasaż Katedra).

W zwycięskiej koncepcji Centrum Wykładowego i Biblioteki Głównej przyjęto, że łącznikiem z rzeką Wartą będzie bulwar nadwarciański zaplanowany jako element strategii przywracania zainteresowania Miasta walorami przepływającej przez nie rzeki Warty. Bulwar ma przebiegać na całej długości nadbrzeża rzeki od planowanego mostu Berdychowskiego do istniejącego i gruntownie zmodernizowanego mostu Rocha. W pasie drogowym bulwaru przewidziano drogę samochodową, pieszą i rowerową.
Pierwszą zbudowaną częścią Biblioteki Technicznej i Centrum Wykładowego było Centrum Wykładowe 2004, które oddano do eksploatacji na przełomie lat 2004-2005. W roku 2006 realizacja dwóch pozostałych części budynku stanęła jednak pod znakiem zapytania z powodu braku własnych środków finansowych Uczelni, co spowodowało konieczność zmodyfikowania konkursowej koncepcji całej inwestycji przewidującej wybudowanie w tych częściach budynku: Centrum Kultury Studenckiej i Biblioteki Głównej. Zmodyfikowany i zaadaptowany do realiów roku 2007 projekt kompleksu przewidywał, że w latach 2007–2012 obok Centrum Wykładowego powstaną budynki: Wydziału Informatyki i Zarządzania (w miejsce Centrum Kultury Studenckiej) oraz Biblioteki Technicznej (po zmianie nazwy Biblioteki Głównej).
W roku 2007 budowa dwóch pozostałych budynków tworzących kompleks również napotkała znaczne przeszkody chociaż były one natury innej niż w przypadku Centrum Wykładowego. W międzyczasie, inwestycja zyskała też nową nazwę – Biblioteka i Centrum Nauk Informacyjnych (BiCNI) oraz partnera mającego zwiększyć szanse na przyznanie dofinansowania ze środków regionalnych – Poznańskie Centrum Superkomputerowo-Sieciowe (PCSS) firmującego inicjatywę Wielkopolskiego Centrum Zaawansowanych Technologii Informacyjnych (WCZTI). W ramach tej modyfikacji ograniczono powierzchnię użytkową przeznaczoną dla Biblioteki pozostawiając jej cały parter i pierwsze piętro, a oddając piętro drugie do dyspozycji Inicjatyw badawczych Instytutu Informatyki i WCZTI. Zmieniono też wtedy nazwę Centrum Wykładowe na Centrum Wykładowo-Konferencyjne.
Planowana budowa WCZTI i współpraca z PCSS nie doszły jednak do skutku, a w konsekwencji na przełomie lat 2007/2008 trzeba było ponownie zmodyfikować koncepcję inwestycji. Po kolejnej modyfikacji WCZTI zostało wyłączone do realizacji jako niezależna inwestycja na terenie wydzielonym z przestrzeni inwestycyjnej Politechniki Poznańskiej między ul. Berdychowo, przylegającym do rzeki Cybiną i jej łącznika wodnego z jeziorem Maltańskim. Po tej modyfikacji koncepcja wróciła do swoich pierwotnych założeń, ale już ze zmodyfikowanym programem użytkowym dla części przewidzianej dla Biblioteki Technicznej ograniczającym po raz kolejny powierzchnię przeznaczoną dla Biblioteki na rzecz kilku sal wykładowych mieszczących od 30 do 90 słuchaczy.
Po drugiej modyfikacji koncepcji obiekt przemianowano na Biblioteką Techniczną i Centrum Wykładowe (2007). Budowę wznowiono w roku 2008 i w dwóch etapach ukończono w roku 2010 (listopad). W roku 2009 powstała cała infrastruktura budowlana, a w roku 2010 wykonano wszystkie instalacje wewnętrzne i wyposażono powstałe dwie części budynku.

### Centrum Mechatroniki, Biomechaniki i Nanoinżynierii (2009-2011)
W roku 2009 rozpoczęła się budowa Centrum Mechatroniki, Biomechaniki i Nanoinżynierii przy ulicy Jana Pawła II (naprzeciwko jeziora Maltańskiego). Koncepcja inwestycji przewiduje, że w budynku znajdą siedzibę instytuty i zakłady aż z 5 wydziałów Politechniki Poznańskiej. Każdej z pięciu kondygnacji przypisano inną dziedzinę badawczo-dydaktyczną: I i II kondygnacja – nauki o materiałach i ich własnościach, III kondygnacja – mechatronika, IV kondygnacja – nanoinżynieria i V kondygnacja – biomechanika. Łączna liczba miejsc dydaktycznych w salach wykładowych i laboratoryjnych ma wynosić prawie 4 tysiące. Budynek został oddany do eksploatacji w listopadzie 2011 roku, a zasiedlony w okresie styczeń-marzec 2012.

### Centrum Dydaktyczne Wydziału Technologii Chemicznej (2011-2013)
W dalszej perspektywie rozwoju bazy lokalowej uczelni zaplanowano budowę nowych gmachów w kierunku północnym od kompleksu BTiCW na terenie od ul. Berdychowo w kierunku Ronda Śródka. Jako pierwszą inwestycję na tym terenie w roku 2011 rozpoczęto budowę nowego budynku dla Wydziału Technologii Chemicznej (teren bezpośrednio przylegający do ul. Berdychowo po stronie północnej). Centrum będzie dysponowało salami dydaktycznymi na około 2200 miejsc i 70 laboratoriami naukowo-badawczymi. Nowy budynek umożliwi konsolidację rozproszonych obecnie zasobów Wydziału Technologii Chemicznej w jednym obiekcie. Inwestycja została zakończona koniec roku 2013, a zasiedlenie budynku nastąpiło w pierwszej połowie roku 2014.

### Hala Sportowa (2015)
W 2015 roku oddano do użytku halę sportową przy ul. Piotrowo. Mieszczą się w niej trzy pełnowymiarowe boiska do koszykówki i niemal 7 tysięcy metrów kwadratowych różnych powierzchni. W obiekcie zaprojektowano boiska sportowe dla następujących dyscyplin: piłka ręczna, futsal, koszykówka, siatkówka, korfball, badminton, unihokej, tenis. Znajdują się tam także m.in. pomieszczenie pierwszej pomocy i fizjoterapii/kontroli antydopingowej, salki dla: aerobiku i fitness, ergometrów wioślarskich, sportów walki (judo, taekwon-do, aikido), a także siłownia dla kobiet i mężczyzn. W hali zamontowano mobilne trybuny, umożliwiające uzyskanie około 600 miejsc siedzących.

### Wydział Architektury i Inżynierii Zarządzania (2017-2020)
Na kampusie Warta powstał także budynek mieszczący siedziby Wydziałów Architektury oraz Inżynierii Zarządzania. Budynek jest niemal zero-energetyczny i został oddany do użytku na początku 2020 roku. Uczelnia ma w planach postawienie nowych budynków na kampusie Warta: nowego rektoratu, budynku nowych technologii oraz budynku wielofunkcyjnego.

## Osiągnięcia studentów
Studenci kierunku Informatyka oraz Elektronika i Telekomunikacja kilkakrotnie zwyciężali w światowych konkursach projektowania systemów komputerowych CSIDC organizowanym przez IEEE Computer Society oraz Imagine Cup organizowanym przez firmę Microsoft. Cztery różne zespoły prowadzone w latach 2001-2004 przez dra inż. Jana Kniata uzyskiwały w kolejnych latach miejsca: 3., 1., 2. i 1. Kilkunastu absolwentów kierunku Informatyka pracuje w centrali firmy Microsoft w Redmond.
W kolejnych latach (2005-2006) drużyny studentów kierunku Informatyka, których mentorami są: dr inż. Mikołaj Sobczak i dr inż. Jacek Jelonek, wygrywały lub zajmowały drugie i trzecie miejsca w światowym konkursie Imagine Cup. W roku 2007 Politechnika Poznańska reprezentowana była w światowym finale odbywającym się w Seulu aż w trzech kategoriach. W kategorii Projektowanie Oprogramowania przez drużynę InPUT (mentor dr inż. Mikołaj Sobczak), która awans uzyskała po wygraniu krajowych półfinałów. W kategorii Projektowanie systemów wbudowanych przez zespół Aero@PUT oraz w kategorii Film Krótkometrażowy przez członka grupy Skylined. Finały w Seulu były jak dotąd największym sukcesem zespołowym młodych informatyków z Polski do czego walnie przyczynili się studenci Politechniki Poznańskiej.
W roku 2004 grupa absolwentów kierunku Informatyka działająca jako niezależny zespół LSD-PL zdobyła uznanie producenta systemu operacyjnego Windows wykrywając w jego kodzie niezwykle poważny błąd i współpracując z firmą Microsoft nad przygotowaniem odpowiednich poprawek, które go usuwały. W ocenie wielu specjalistów i samego Microsoftu była to jedna z największych luk wewnętrznych mechanizmów systemu Windows jaką odkryto w kodzie tego systemu operacyjnego. W roku 2005 trzej członkowie tej grupy przyjęli propozycję firmy i podjęli pracę w jej zespołach badawczo-rozwojowych w Stanach Zjednoczonych.
Wyrazem zainteresowania światowego giganta IT Politechniką Poznańską było powołanie w roku 2006 pierwszego w Europie Środkowej Centrum Innowacji Microsoft, które jest wspólną inicjatywą Microsoft, Poznańskiego Centrum Superkomputerowo-Sieciowego i Politechniki Poznańskiej.
Od 2007 roku Politechnika Poznańska prowadzi w partnerstwie i na zlecenie IBM Polska Centrum Wsparcia Eclipse, udzielające wsparcia i pracujące nad plaftormą programistyczną Eclipse.
Studenci Politechniki Poznańskiej odnoszą również sukcesy w cieszących się bardzo dużym zainteresowaniem krajowych Zawodach Sumo Robotów organizowanych przez Koło Naukowe CybAir działające przy Instytucie Automatyki i Inżynierii Informatycznej.

## Sport
Politechnika Poznańska zawsze wspierała aktywność sportową i wyczynową swoich studentów. Na Uczelni działają m.in. Klub Uczelniany Akademickiego Związku Sportowego, klub kajakowy AKK "Panta Rei" oraz Akademicki Klub Górski "Halny". W drugiej połowie lat 90. XX wieku chlubą Uczelni była męska drużyna siatkówki występująca w II i I lidze krajowej. Od roku 2006 Uczelnia objęła patronat nad klubem koszykarskim KKK Pyra, który w roku 2007 zmienił nazwę na KK Politechnika Poznańska, a następnie w 2008 na PBG Basket Poznań.

## Kultura
Przy Politechnice Poznańskiej działa założone w 1998 roku, Uczelniane Centrum Kultury, które skupia się na działalności w zakresie muzyki klasycznej, chóralnej, folkloru i tańca. Jego głównym celem jest rozwijanie wrażliwości artystycznej, pielęgnowanie tradycji ludowej oraz promowanie polskiej kultury i uczelni. Centrum organizuje wydarzenia o zasięgu uczelnianym, lokalnym, ogólnopolskim i międzynarodowym, takie jak saloniki kulturalne, Dni Politechniki Poznańskiej, wymiany młodzieży, festiwale i konferencje. W ramach Uczelnianego Centrum Kultury funkcjonują Zespół Tańca Ludowego "Poligrodzianie" oraz Chór Politechniki Poznańskiej "Volantes Soni".

## Poczet rektorów
- 1955-1962 – Roman Kozak
- 1962-1969 – Zbigniew Jasicki
- 1969-1972 – Wiktor Jankowski
- 1972-1981 – Bolesław Wojciechowicz
- 1981-1982 – Edmund Tuliszka
- 1982-1983 – Czesław Królikowski
- 1983-1984 – Wiktor Jankowski
- 1984-1985 – Tadeusz Puchałka
- 1985-1990 – Andrzej Ryżyński
- 1990-1993 – Jarosław Stefaniak
- 1993-1999 – Eugeniusz Mitkowski
- 1999-2005 – Jerzy Dembczyński
- 2005-2012 – Adam Hamrol
- 2012-2020 – Tomasz Łodygowski
- 2020-2024 – Teofil Jesionowski[35]